# Wooldoor Sockbat
Wooldoor Jebediah Sockbat is een personage uit de door Comedy Central uitgezonden serie Drawn Together. Zijn stem wordt ingesproken door James Arnold Taylor.

## Uiterlijk en karakter
Wooldoor is qua uiterlijk, gedrag en fysieke mogelijkheden een parodie op SpongeBob SquarePants. Net als Spongebob is Wooldoor geel, kan hij in allerlei zaken veranderen, en is hij extreem flexibel. Hij is, eveneens als Spongebob, een naïef en vriendelijk personage. Daarnaast vertoont Wooldoor gedrag dat is afgeleid van de Looney Tunes.